# Poligny (Sekwana i Marna)
Poligny – miejscowość i gmina we Francji, w regionie Île-de-France, w departamencie Sekwana i Marna.
Według danych na rok 1990 gminę zamieszkiwały 744 osoby, a gęstość zaludnienia wynosiła 27 osób/km² (wśród 1287 gmin regionu Île-de-France Poligny plasuje się na 702. miejscu pod względem liczby ludności, natomiast pod względem powierzchni na miejscu 28.).